# Mezgit Kalesi
Koordinaten: 36° 28′ 2″ N, 34° 1′ 37,5″ O

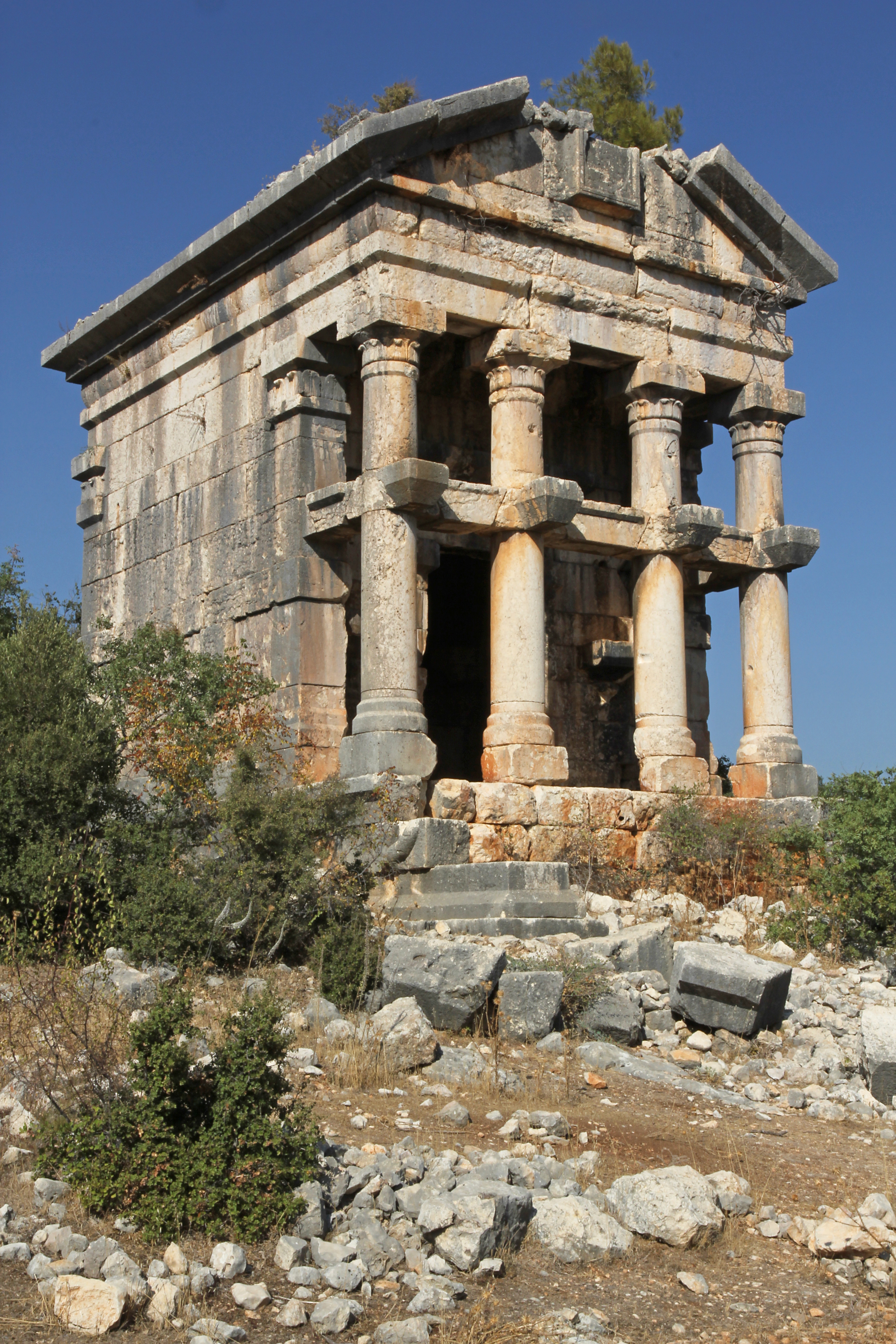
Mezgit Kalesi von Süden

Mezgit Kalesi (Mezgitkale, auch bekannt als Mausoleum des furchtlosen Königs, türkisch Korkusuz Kral Mezarı) ist ein römisches Tempelgrab im Rauen Kilikien aus dem 2. oder 3. Jahrhundert im Landkreis Silifke der türkischen Provinz Mersin.

## Lage
Mezgit Kalesi liegt beim Dorf Öztürkmenli etwa zehn Kilometer westlich von Kızkalesi und etwa genausoweit nördlich von Silifke. Im Badeort Atakent (dem antiken Korasion, früher Susanoğlu) zweigt am östlichen Ortsausgang von der Küstenstraße D-400 eine Straße nach Norden in Richtung İmamlı ab. Sie erreicht nach etwa elf Kilometern die römischen Ruinen von Paslı, wo eine weitere Straße rechts nach Öztürkmenli abbiegt. Nach weiteren zwei Kilometern erreicht sie Mezgit Kalesi.

## Beschreibung
Das Grab hat die Form eines Tetraprostylos und steht auf einer Grundfläche von etwa 9,2 × 7,7 Metern zuzüglich einer nicht mehr vorhandenen Freitreppe von 2,5 Metern Tiefe. Die Höhe beträgt 7,8 Meter, die Grabkammer ist etwa quadratisch mit einer Seitenlänge von 4,9 Metern. Die vier vorgelagerten Säulen und die Anten haben korinthische Kapitelle mit glatten, nicht ausgearbeiteten Blättern. An der linken Treppenwange befindet sich ein Phallusrelief, das als Olbisches Zeichen gilt und für Hermes in seiner Funktion als Psychopompos steht. Im Giebelfeld ist ein rechteckiger Rahmen erhalten, der vielleicht ein Medaillon oder eine Inschrift trug. Auf dem rückwärtigen Giebelfeld sind drei Reliefs zu erkennen, die ein Schwert, einen Schild und möglicherweise einen Skorpion darstellen. Hansgerd Hellenkemper und Friedrich Hild halten eine Deutung der Reliefs als Wehrgehänge für möglich, weisen allerdings auf schlechte Lichtverhältnisse hin. Von den Säulen kragen auf halber Höhe vier Konsolen hervor, die vermutlich Büsten oder Statuen der Grabinhaber trugen. 
In der Grabkammer waren in zwei Ebenen die Grablegen angeordnet, von denen nichts erhalten ist. Lediglich die Konsolen, auf denen die obere Ebene auflag, sind noch vorhanden. Die Kammer wurde wohl in der frühen Neuzeit als Wohnraum genutzt. Dazu wurde auf den Konsolen eine Decke aus Holzbalken eingezogen sowie an der Rückwand ein Kamin eingemauert. Dessen Abzug wurde in die Rückwand des Grabhauses gebrochen. Diese Art der Nachnutzung ist aus mittelalterlicher Zeit von Burgen in Kilikien bekannt, bei antiken Bauten allerdings erst aus der Zeit der Neubesiedlung durch türkische Halbnomaden im 17. und 18. Jahrhundert. 
An die Rückseite des Grabbaus schließen Mauern an, die zu einem mindestens zweistöckigen Gebäude gehören. Weitere Mauerreste in der näheren Umgebung sowie Zisternen und die Ruinen einer Ölmühle lassen sich einem landwirtschaftlichen Gut der spätrömisch-frühbyzantinischen Zeit zuordnen.
Hellenkemper und Hild datieren das Grab, wie die meisten römischen Grabbauten im Rauen Kilikien, ins 2. oder die erste Hälfte des 3. Jahrhunderts.
Worauf die oft gebrauchte volkstümliche Bezeichnung „Mausoleum des furchtlosen Königs“ zurückgeht, lässt sich nicht klären.

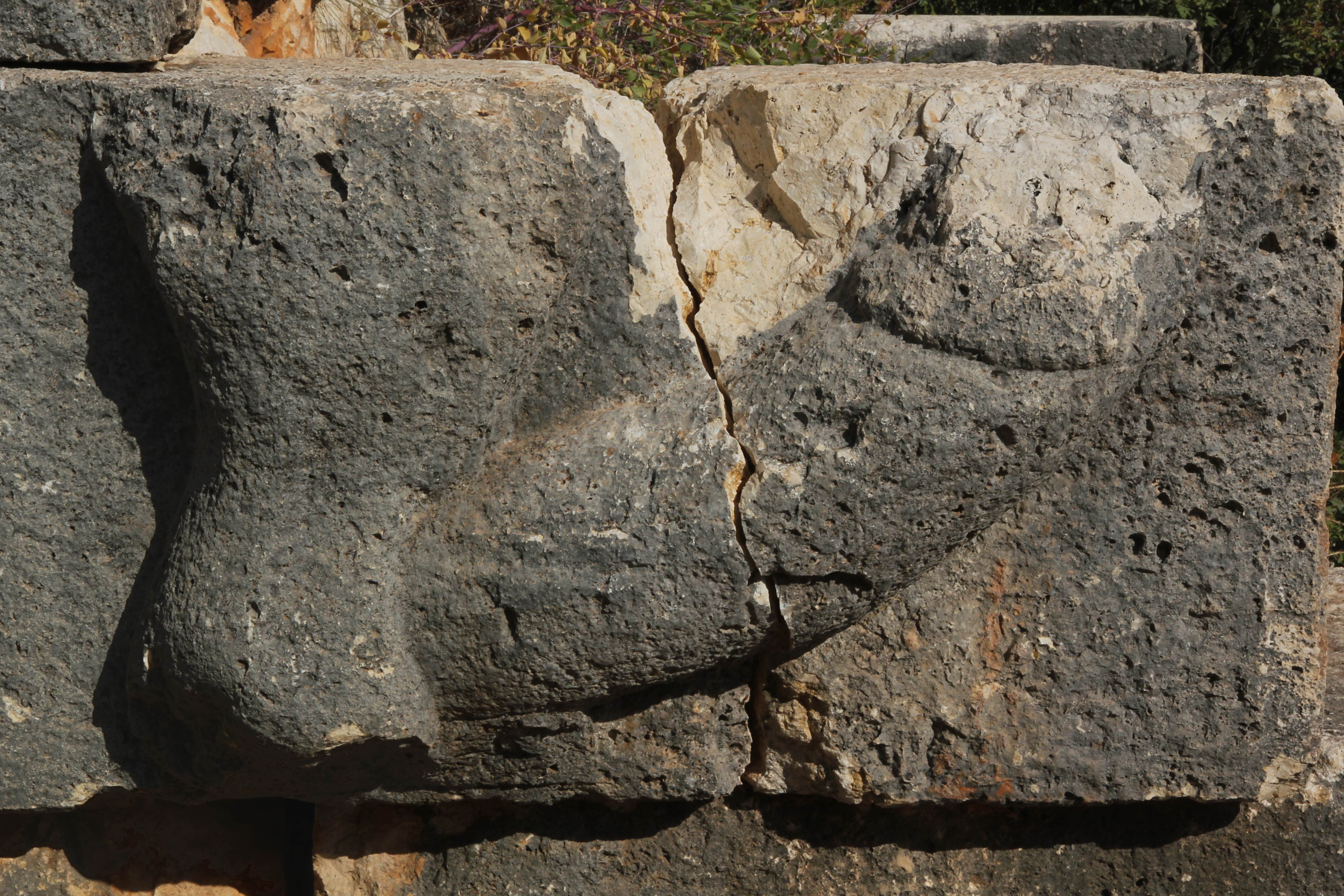
Phallusrelief
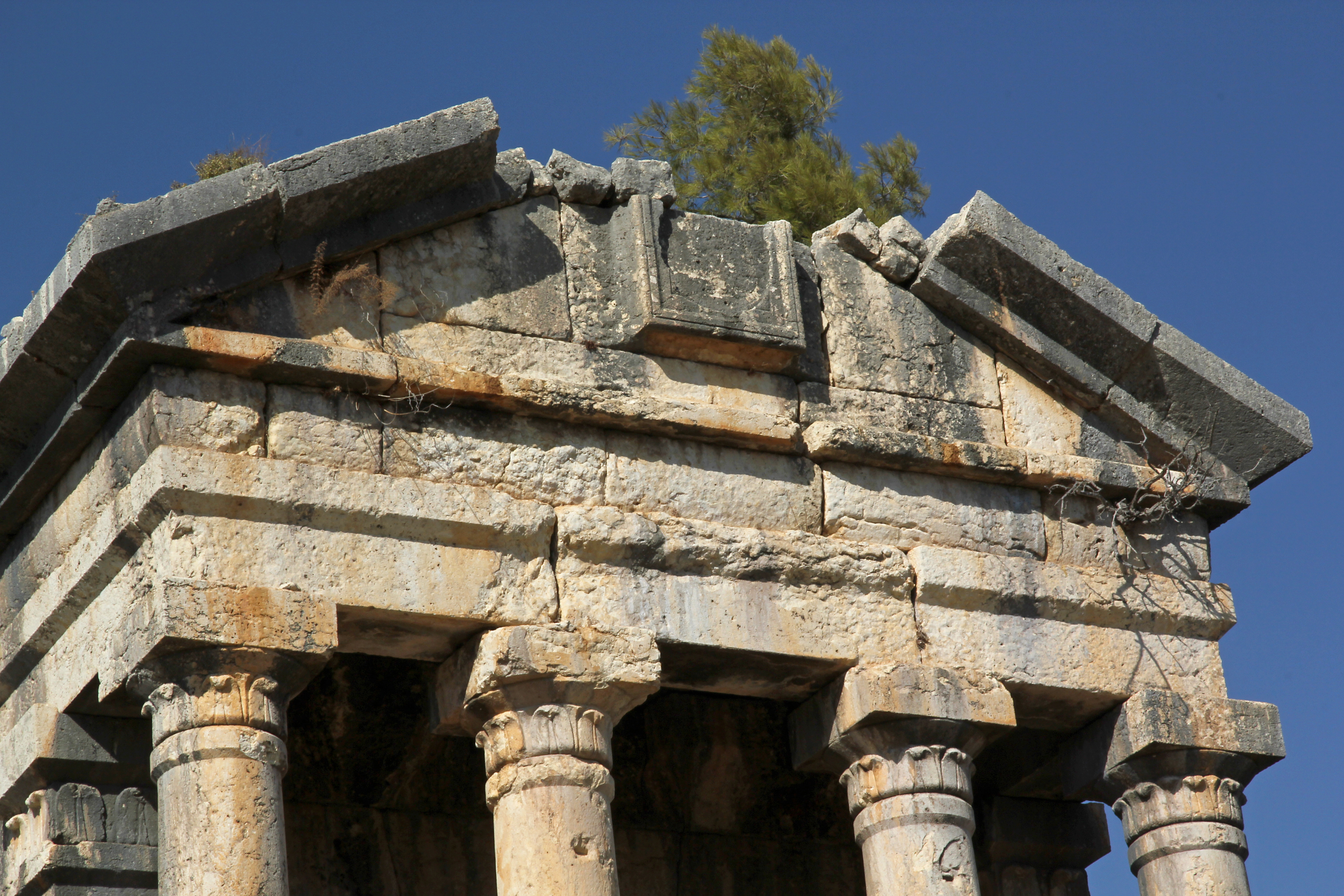
Frontgiebel
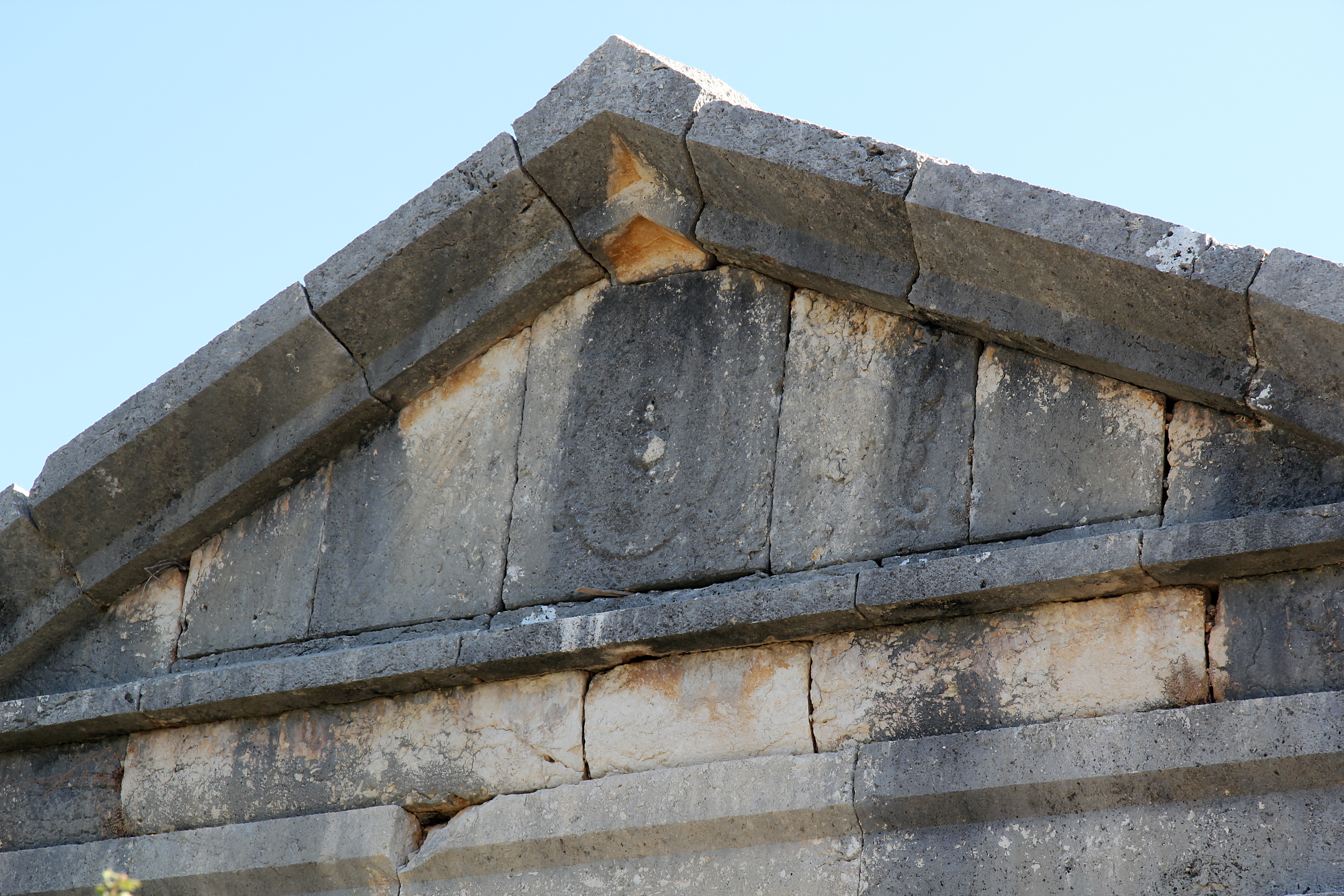
Rückwärtige Giebelfront mit Reliefs
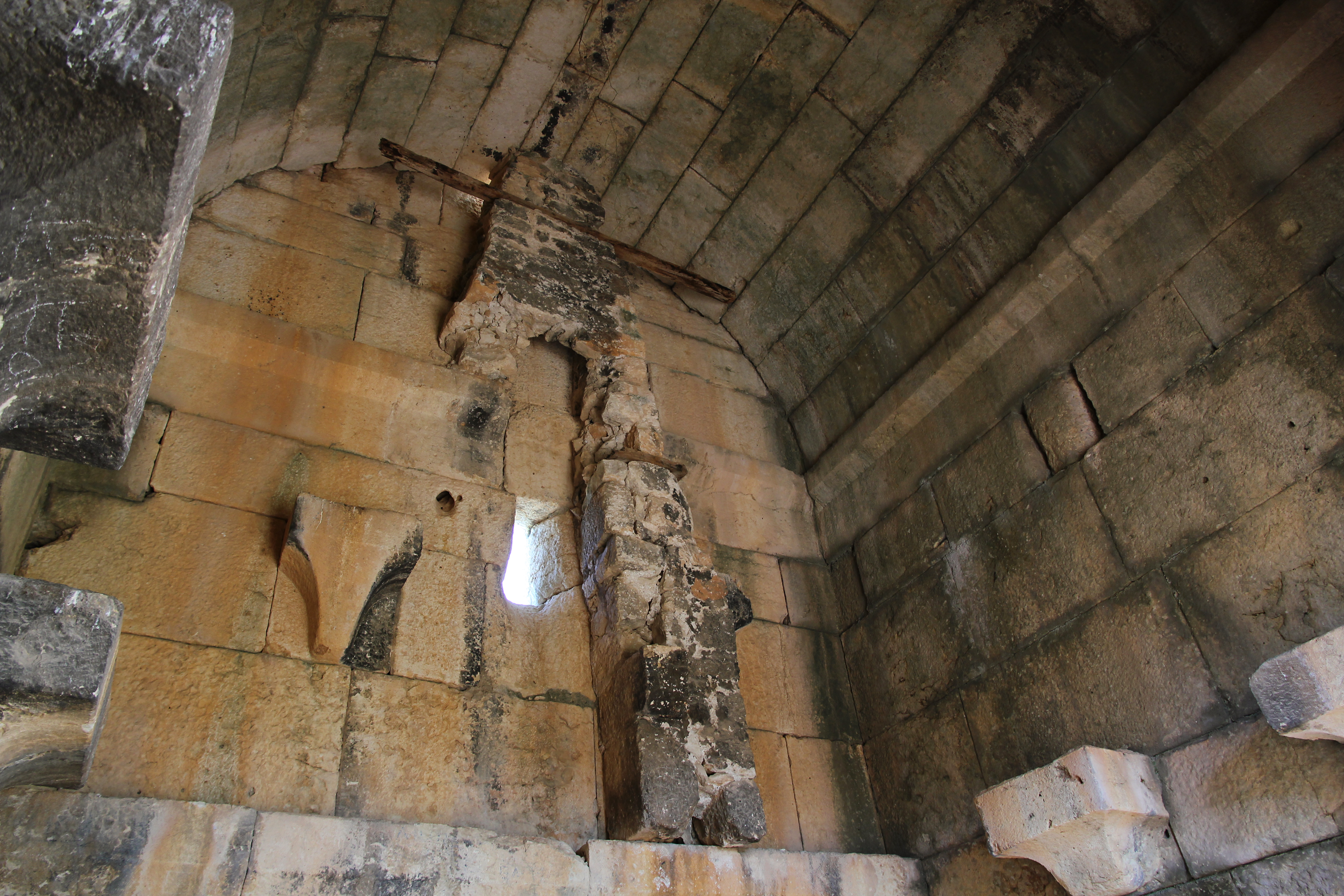
Innenraum mit Kamin
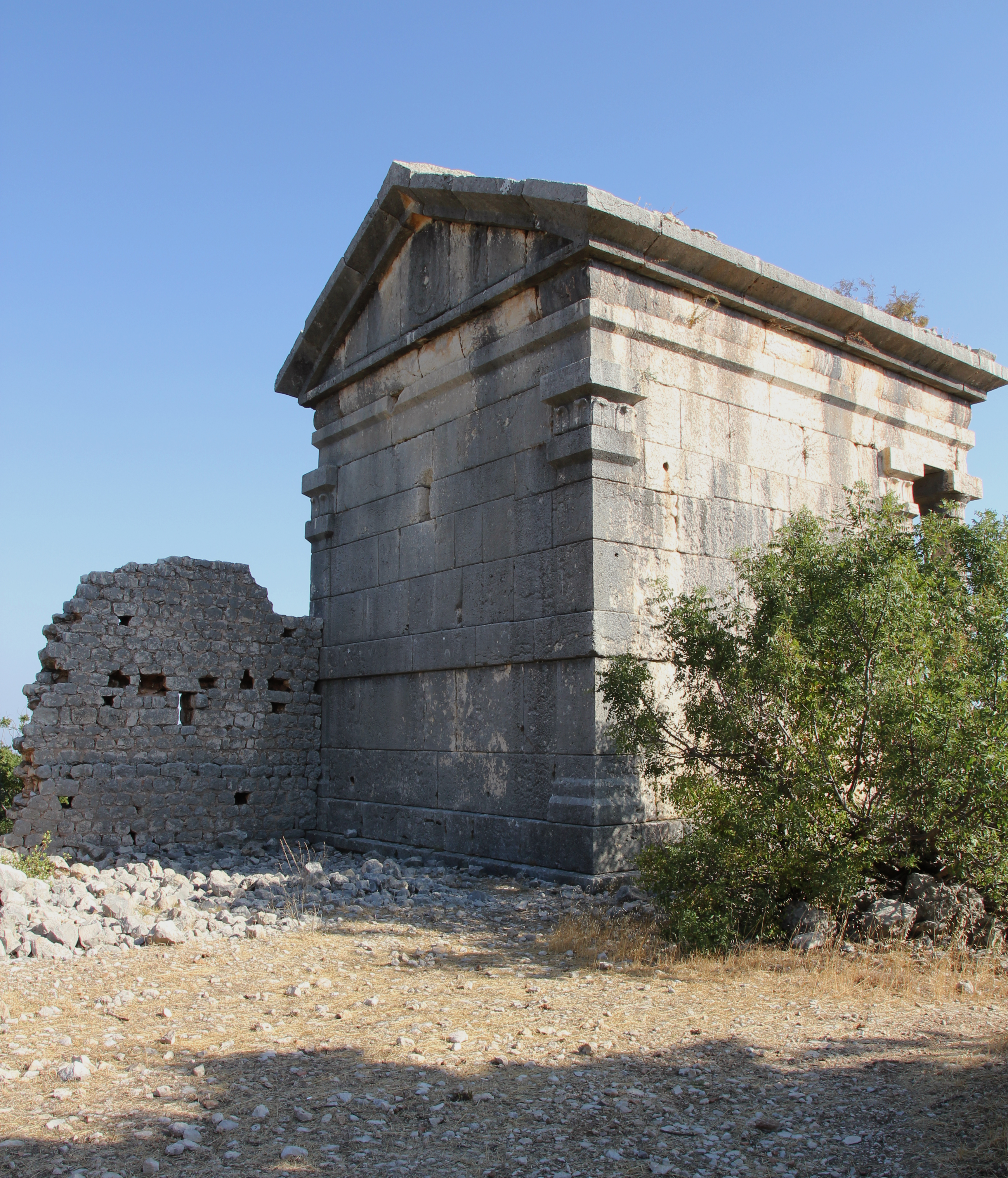
Rückseite von Nordwesten